# Cap Serrat
Le cap Serrat (arabe : رأس سيراط) est un cap situé dans le Nord-Ouest de la Tunisie, entre les villes de Sejnane et Tabarka. Il est situé face à l'archipel de La Galite.
Une série d'incendies touche les hauteurs du cap en août 2017.

## Phare du Cap Serrat
Le phare est mis en service le 15 août 1890, en même temps que le phare de Mahdia. C'est une tour carrée de quatorze mètres de haut, avec galerie et lanterne, se dressant au-dessus d'une maison de gardiens d'un seul étage. Le phare est peint avec des bandes horizontales blanches et noires. Ce phare de premier ordre émet deux flashs blancs toutes les dix secondes, et deux flashs rouges pour le secteur au sud-ouest près du rivage.